# Herbie Spanier
Herbert Anthony Charles „Herbie“ Spanier (* 25. Dezember 1928 in Cupar bei Regina; † 13. Dezember 2001 in Toronto) war ein kanadischer Musiker des Modern Jazz (Trompete, Flügelhorn, Piano, Komposition), der mit seinem Boptet einer der Pioniere des Bebop in Kanada war.

## Leben und Wirken
Spanier begann mit fünf Jahren, Harmonika und Gitarre zu spielen. Mit 13 Jahren wechselte er aufs Flügelhorn; er spielte zunächst bei den lokalen Seekadetten, dann in der Band der Highschool und der Tanzband von Paul Perry. Mit 19 Jahren gründete er sein eigenes Boptet, mit dem er Charlie Parker und Dizzy Gillespie nacheiferte.
Nachdem er 1949/50 in Chicago gearbeitet hatte, zog er nach Toronto, wo er mit Bill Goddard, Norm Amadio und Jack Long und in den Bigbands von Trump Davidson, Benny Winestone und Benny Louis spielte. 1953 trat er in Montreal Paul Bley und dem Montreal Jazz Workshop auf; daraus entstand eine lange währende Kooperation mit Bley. Nachdem er 1954 in den Jazzclubs von New York mit Roy Eldridge, Cannonball und Nat Adderley, Jackie McLean sowie Lee Konitz spielte und im Folgejahr mit Claude Thornhill und Hal McIntyre tourte, ließ er sich 1955 in Montreal nieder, wo er bis 1970 blieb und an Dutzenden von Alben und Filmsoundtracks beteiligt war. 1972 kam er nach Toronto zurück, wo er mit Phil Nimmons arbeitete und an dessen mit dem Juno Award ausgezeichneten Album Atlantic Suite (1976) beteiligt war. Für die nächsten 25 Jahre leitete er eigene Bands, mit denen er in den Clubs von Toronto wie in George’s Spaghetti House auftrat. Er legte eigene Aufnahmen auf Justin Time vor und ist auch auf Aufnahmen von Reg Schwager und Michel Lambert zu hören.